# Florenci V d'Holanda
Florenci V d'Holanda, en neerlandès Floris V van Holland (nascut a Leiden el 24 de juny de 1254 i mort assassinat a Muiderberg el 27 de juny de 1296) va ser Comte d'Holanda, comte de Zelanda, i el 1291 va atorgar-se el títol de comte de Frísia, tot i que tenia només el Comtat de Frísia Occidental.
Els títols van mantenir-se quan el territori va unir-se a altres mitjançant unions personals amb el comtat d'Hainaut, del ducat Straubing-Holanda durant la dinastia dels Wittelsbach (1343-1425), el ducat de Borgonya fins als darrere comte, Felip II d'Espanya.

## Reconeixement
- El sender de gran recorregut, Sender de Floris V que passa prop del lloc del seu assassinat li va ser dedicat.[1]